# Adrian Julius Tillmann
Adrian Julius Tillmann (* 1997 in Berlin) ist ein deutscher Filmschauspieler. Unter dem Pseudonym Ritter Lean ist er außerdem als Musiker tätig.

## Leben
Tillmann schloss 2020 sein Schauspielstudium an der Filmuniversität Babelsberg „Konrad Wolf“ ab. Er spielte in der Netflix-Original-Serie Biohackers die Hauptrolle Jasper. Es folgten Nebenrollen in verschiedenen Serien wie in der Joyn-Serie Intimate oder der für den BBC One produzierten Serie World on Fire. Außerdem hatte Tillmann vereinzelte Rollen in verschiedenen SOKO-Produktionen.
Die ersten musikalischen Veröffentlichungen unter dem Pseudonym Ritter Lean (eine Anspielung auf den Arzneistoff Ritalin) erschienen auf SoundCloud. Dort war er ab 2018 auch auf den ersten Songs von Ski Aggu vertreten, der auch an Ritter Leans bis heute erfolgreichstem Song Huso beteiligt war. Weiter ermutigte Tillmann Ski Aggu dazu, seine Songs zu veröffentlichen, wie Ski Aggu selbst in seinem Song Broker rappt. 2023 erschien die Debütsingle Einsame Insel. Im selben Jahr wurde seine erste EP Auch ein Atze muss mal weinen auf den Labels Jungeratze und Bamboo Artists veröffentlicht. 2024 folgten dann die Singles Outfit Check und Bienenstich sowie die EP Muss mein eigener Atze sein.

## Filmografie
- 2020: Remote Love (Kurzfilm)
- 2020–2021: Biohackers (Fernsehserie)
- 2021: Lieber Thomas
- 2021: Another Monday (Fernsehserie, 2 Folgen)
- 2022: Tatort: Das Herz der Schlange
- 2022: Die Chefin (Fernsehserie, Folge Die letzte Tour)
- 2022: World on Fire (Fernsehserie)
- 2022: Intimate (Fernsehserie, Folge Krugkoppelbrücke)
- 2023: Alarm für Cobra 11 – Die Autobahnpolizei (Fernsehserie, Folge Schutzlos)
- 2023: SOKO Wismar (Fernsehserie, Folge Nur ein Spiel)
- 2023: Morden im Norden (Fernsehserie, Special Am Abgrund)
- 2024: SOKO Stuttgart (Fernsehserie, Folgen: Hundeelend und 3 Zimmer, Küche, Tod)
- 2024: Friesland (Fernsehserie, Folge Geisterstunde)

## Diskografie

### Studioalben
- 2025: Stell dir vor

### EPs
- 2023: Auch ein Atze muss mal weinen
- 2023: Ob ein Atze fliegen kann
- 2024: Muss mein eigener Atze sein

### Singles
- 2023: Einsame Insel
- 2023: Berlin Boujee (Mama hat gesagt)
- 2023: Ipanema
- 2023: SchwippSchwapp
- 2023: Lachs
- 2023: Rummel
- 2023: Schmutzfilm
- 2023: Huso (feat. Ski Aggu)
- 2024: Todeshigh
- 2024: Soho House
- 2024: Nüchtern
- 2024: 2% (mit Xaver und Drumla)
- 2024: Dua Lipa
- 2024: Outfit check
- 2024: Bienenstich
- 2024: Verknallen (mit Chapo102)
- 2024: NPCs (mit Ski Aggu)